# Borovci (Słowenia)
Borovci – wieś w Słowenii, w gminie Markovci. W 2018 roku liczyła 306 mieszkańców.